# Rande s panem Bendou
Rande s panem Bendou je název čtvrtého studiového alba pražské rockové hudební skupiny Wohnout. Bylo vydáno roku 2004.

## Seznam skladeb
1. Muflon
2. Krásný léta šedesátý
3. Psí píseň
4. Festivalová
5. Mollová kovbojka aneb o cestě na východ
6. Še-ve-le-ní
7. Vrátnej
8. Máslo na hlavě
9. Durová Kovbojka aneb o hospodě na Marjánce
10. Baróni s kanóny
11. Věrní
12. Rayda
13. Rande s panem Bendou